# Spit It Out
«Spit It Out» —en español: «Escúpelo»— es una canción de la banda estadounidense de nu metal Slipknot. La canción se lanzó como segundo sencillo de su álbum debut homónimo.

## Significado de la canción
La canción está compuesta en represalia a una emisora de radio de su ciudad natal, Des Moines, Iowa, en la que despreciaban a la banda y no difundían sus canciones. Dos años más tarde, después de que la banda obtuviera popularidad, la misma fue difundida en esa misma emisora con regularidad. La canción se caracteriza por su tétrico sonido de guitarras distorsionadas al inicio de esta y los versos rápidos de Corey Taylor en voz gutural. Su letra tiene un significado directo, siendo esta una retahíla de insultos y de palabras menospreciantes y degradantes. Estos detalles convierten la canción en una composiciones más brutales de Slipknot, así como de sus temas más famosos y de los favoritos por los fans. Usualmente suelen tocarla al final de cada concierto.

## Lanzamiento y recepción
Hubo una disputa por el lanzamiento de esta canción como el primer sencillo del álbum. Mientras decidían que canción lanzarían como sencillo, el guitarrista Mick Thomson y el percusionista Shawn Crahan habrían sido muy entusiastas acerca de la edición de "Surfacing" como el siguiente sencillo. Finalmente optaron por "Spit It Out" como segundo sencillo y "Surfacing" fue lanzado finalmente como sencillo promocional en Francia. La canción alcanzó el número 28 en la lista de sencillos del Reino Unido.

## Vídeo musical
El video musical fue dirigido por Thomas Mignone y se compone de escenas entre una actuación en directo de la canción y una parodia de la película de terror de 1980 The Shining, con Joey Jordison como Danny Torrance montando un triciclo, Shawn Crahan y Chris Fehn como las gemelas Grady, Corey Taylor como Jack Torrance, Mick Thomson haciendo de Lloyd como el camarero, Craig Jones como Dick Hallorann, James Root como Wendy Torrance, Paul Gray como Harry Derwent, y Sid Wilson como el cadáver en la bañera. Las escenas para el video inspiradas en The Shining fueron rodadas en Villa Carlotta, en Hollywood, California, con la colaboración artística de Chris Jordan y Piser Robert. Este video fue prohibido de MTV, a causa de la escena en la que James Root golpea a Corey Taylor con un bate.

## Lista de canciones
CD sencillo
1. «Spit It Out» – 2:41
2. «Surfacing» (en vivo) – 3:46
3. «Wait and Bleed» (en vivo) – 2:45

- incluye video musical de Spit It Out

Sencillo en vinilo de 7"
1. «Spit It Out» – 2:41
2. «Surfacing» (en vivo) – 3:46

CD promo
1. «Spit It Out» – 2:41
2. «Spit It Out» (Edit) – 2:40
3. «Call-Out Hook» – 0:12

## Personal
Slipknot
```
    (# 8) Corey Taylor - voz
    (# 7) Mick Thomson - guitarras
    (# 4) James Root - guitarra
    (# 2) Paul Gray - bajo
    (# 1) Joey Jordison - batería
    (# 6) Shawn Crahan - percusión, coros
    (# 3) Chris Fehn - percusión, coros
    (# 0) Sid Wilson - tocadiscos
    (# 5) Craig Jones - samplers
```

Producción:
```
    Sean McMahon - ingeniería, mezcla
    Steve Remote - ingeniería sobre "Surfacing" (en vivo) y "Wait and Bleed" (en vivo)
    Jay Baumgardner - mezcla de "Surfacing" (en vivo) y "Wait and Bleed" (en vivo)
```